# Parque de los poetas
Parque de los poetas ist ein Park in Santiago de Cali, der vor allem die Dichter aus Santiago de Cali und dem Valle del Cauca ehrt. Er steht in der Tradition der großen Leidenschaft zur Poesie der Kolumbianer.
Der Park befindet sich in der Innenstadt von Santiago de Cali. Als Orientierungspunkte gelten die Kirche La Ermida, der Fluss Cali, die Ortiz-Brücke aus dem Jahr 1844 und das Teatro Jorge Isaacs, gegenüber dem Park. Zwischen der 12. und 13. Straße. Nachbarpark ist der Parque de Gato.
Der Park wurde 1995 angelegt. Daran waren diverse Organisationen und Initiativen beteiligt, die auf Tafeln in dem Park genannt werden.

## Park
In dem Park befinden sich Skulpturen der Dichter Jorge Isaacs, Carlos Villafañe, Octavio Gamboa, Ricardo Nieto und Antonio Llanos. Die Skulpturen sind aus Bronzeblech.
Die Skulpturen stammen von dem Bildhauer Jose Antonio Moreno.
Die Skulpturen sind teilweise sitzend und teilweise stehend. Es wirkt, als würden sie miteinander reden und diskutieren und abgewandt von den Besuchern sein.
Im Park gibt es auch eine Dichterschule, die Lyrik fördern soll und an der auch Kinder teilnehmen können. 
Auch gibt es dort diverse Tafeln. Eine Tafel umfasst das Gedicht Cali en mi corazón (Cali in meinem Herzen) des Dichters Eduardo Carranza. 
Neben der oben beschriebenen Tafel für die Förderer gibt es eine, in der die obigen Dichter und ein paar andere aus der Region aufgezählt werden. Die Schrift der Tafeln ist an Handschriften aus dem 19. Jahrhundert angelehnt. 
Im Park findet auch regelmäßig ein internationales Poesie-Festival statt, an dem neben Lyrikern aus Kolumbien auch internationale Künstler teilnehmen, so aus Marokko, Mexiko, Argentinien oder Uruguay.